# William Murphy (zawodnik lacrosse)
William Arthur Murphy (ur. 23 maja 1867 w Quebecu, zm. 17 kwietnia 1957 w Ottawie)  – amerykański zawodnik lacrosse, który na Igrzyskach Olimpijskich 1904 w Saint Louis wraz z kolegami zdobył srebrny medal w grze drużynowej.
W turnieju udział brały trzy zespoły klubowe ze Stanów Zjednoczonych i Kanady. Murphy reprezentował amerykański klub Saint Louis Amateur Athletic Association.